# Mullsjö
Mullsjö je město ve Švédsku a sídlo okresu Mullsjö v provincii Jönköping s 5508 obyvateli v roce 2005.
Město leží na sever od jezera Mullsjön, podle kterého získalo svůj název. První zmínka o jezeře pochází z roku 1481 jako Mulsiøø. Význam názvu, ale znám není.